# Gymnasium Football Club
Il  Gymnasium Football Club  è una società calcistica di Douglas, Isola di Man. 

## Storia
Fondato nel 1889, il club ha vinto sette campionati nazionali, di cui quattro consecutivi dal 1902-03 al 1905-06. Ha inoltre vinto dieci Manx Fa Cup.
Al termine della stagione 2001-02 il club retrocesse in seconda divisione, ma riottennero la promozione in massima serie la stagione successiva grazie al 2º posto conquistato.. Nella stagione successiva riuscirono a vincere solo due partite, retrocedendo nuovamente. Ancora una volta ottennero immediatamente la promozione, riuscendo a conquistare la 2ª posizione in campionato.

## Palmarès

### Campionato
- Division One champions (7): 1897-98, 1902-03, 1903-04, 1904-05, 1905-06, 1919-20, 1986-87

### Coppe
- Manx FA Cup (10): 1894-95, 1901-02, 1902-03, 1903-04, 1910-11, 1931-32, 1985-86, 1986-87, 1987-88, 1999-00
- Hospital Cup (3): 1921-22, 1922-23, 1986-87
- Railway Cup (5): 1906-07, 1924-25, 1927-28, 1950-51, 1986-87